# بند العظيم
بند العظيم سد قديم بني من الحجر، على نهر العظيم، الواقع في محافظة ديالى إلى اليسار من قرية إنجانة بنحو كيلو مترين داخل جبل حمرين. ان مياه نهر العظيم تتكون من تجمع مياه الأودية والسيول المنحدرة من الجبال في الشرق ومياه نهر الزاب في الغرب. كانت عدة أنهار تخرج من هذا السد يوم كان عامراً، لتسقي الأراضي الزاعية في الغرفة في شرقه في قضاء الخالص، ونهر يسمى نهر البت الذي يجري نحو الجنوب الغربي ليسقي أراضي العيث، وقد أصبحت اراضي الغرفة والعيث اراضي مقفرة، بسبب خراب هذا السد في أواخر القرن السادس الهجري (الثاني عشر الميلادي). وانقطاع المياه عن الأنهار التي كانت تسقيها. ويستدل من بقايا الخرائب للمدن وآثار الأنهار في منطقتي الغرفة والعيث بانها كانت غنية بمزارعها ووفرة إنتاجها وبساتينها بفضل هذا السد الذي كان قائماً على نهر العظيم. وفي عهد الفرس، وثم أيام العرب، كانت تمثل طسوجين من أوسع طساسيج السواد يعرفان بالراذانين، وراذان كلمة واغلة في القدم حيث تبين ان الآشوريين كانوا يطلقون على نهر العظيم اسم رادان.
وقد أنشيء السد من الحجر الرملي (الذي يوجد في جبل حمرين في موقع السد) على نهر العظيم عند مضيق جبل حمرين لإرواء الأراضي التي على جانبي النهر، وبارتفاع (40) قدماً عن مستوى المياه، وطوله (450) قدماً بين الضفتين، وعرضه من قاعدته (36) قدماً ثم يبدأ يتقلص إلى (20) قدماً عند الفتحة. وقد جرفت المياه منه حوالي (200) قدماً في وسطه، أي في وسط مجرى النهر. ويستدل من بقايا المونة (المواد) التي استعملت بين الأحجار إنها تتكون من خرسانة مزيجها الجص والنورة والجص الناعم وهي قوية جداً. ويعد هذا السد من بقاياه من أهم آثار مشاريع الري القديمة في العراق. جدد ووسع بناء هذا السد وأصبح يسمى السد العظيم.